# Hedathale, Nanjangud
Hedathale là một làng thuộc tehsil Nanjangud, huyện Mysore, bang Karnataka, Ấn Độ.